# Einfache Gruppe (Mathematik)
Eine einfache Gruppe ist ein mathematisches Objekt der Algebra, das insbesondere in der Gruppentheorie betrachtet wird.
Jede Gruppe hat sich selbst und die nur das neutrale Element enthaltende Menge als Normalteiler. Damit stellt sich die Frage, welche Gruppen keine weitere Normalteiler besitzen. Genau diese sind definitionsgemäß die einfachen Gruppen.

## Definition
Eine Gruppe {\displaystyle G} heißt einfach, falls sie als Normalteiler nur {\displaystyle G} und {\displaystyle \{1\}} hat. Außerdem wird zusätzlich {\displaystyle G\neq \{1\}} gefordert, wonach man knapper sagen kann: Eine Gruppe heißt einfach, wenn sie genau zwei Normalteiler besitzt.

## Endliche einfache Gruppen
Endliche einfache Gruppen gelten in der Gruppentheorie als „Grundbausteine“ der endlichen Gruppen, da sich jede endliche Gruppe in endlich vielen Schritten aus einfachen Gruppen konstruieren lässt. Seit 1982 sind die endlichen einfachen Gruppen vollständig klassifiziert, die Liste besteht aus
- den zyklischen Gruppen von Primzahlordnung,
- den alternierenden Gruppen {\displaystyle A_{n}} mit {\displaystyle n\geq 5},
- den Gruppen vom Lie-Typ (16 jeweils unendliche Serien) und
- 26 sporadischen Gruppen.

## Unendliche einfache Gruppen
Unendliche einfache Gruppen sind nicht abelsch.

### Beispiele
- Die unendliche alternierende Gruppe {\displaystyle A_{\infty }}, das heißt die Gruppe der endlichen geraden Permutationen der natürlichen Zahlen, ist einfach. Diese Gruppe kann als direkter Limes aller {\displaystyle A_{n}} unter den Standardeinbettungen {\displaystyle A_{n}\to A_{n+1}} konstruiert werden.
- Jede von der zweielementigen Gruppe {\displaystyle C_{2}} verschiedene Gruppe mit genau zwei Konjugationsklassen ist eine unendliche einfache Gruppe.

## Einfache Lie-Gruppen
Abweichend von der in der Gruppentheorie üblichen obigen Definition bezeichnet man in der Theorie der Lie-Gruppen (nicht zu verwechseln mit obigen Gruppen vom Lie-Typ) eine zusammenhängende Lie-Gruppe als einfache Lie-Gruppe, wenn ihre Lie-Algebra eine einfache Lie-Algebra ist.
Das ist äquivalent zu der Bedingung, dass alle echten Normalteiler diskrete Untergruppen sind oder dass es keine nichttrivialen zusammenhängenden Normalteiler gibt.
Beispielsweise ist SL(2,R) eine einfache Gruppe im Sinne der Lie-Gruppen-Theorie, hat aber den Normalteiler {\displaystyle \left\{\pm 1\right\}}. Der Quotient {\displaystyle PSL(2,\mathbb {R} )=SL(2,\mathbb {R} )/\left\{\pm 1\right\}} ist eine einfache Gruppe auch im Sinne der in der Gruppentheorie üblichen Definition.